# Lutostań
Lutostań is een plaats in het Poolse district  Łomżyński, woiwodschap Podlachië. De plaats maakt deel uit van de gemeente Łomża en telt 180 mieszkańcow inwoners.